# حمام بروغن
حمام بروغن مربوط به دوره قاجار است و در شهرستان داورزن، بخش مرکزی، دهستان کاه، مرکز روستای بروغن واقع شده و این اثر در تاریخ ۲۷ اسفند ۱۳۸۷ با شمارهٔ ثبت ۲۶۲۷۷ به‌عنوان یکی از آثار ملی ایران به ثبت رسیده است.